# Духов, Алексей Михайлович
Алексей Михайлович Духов (1921—1984) — советский танкист. Участник Великой Отечественной войны. Герой Советского Союза (1945). Гвардии капитан.

## Биография
Алексей Михайлович Духов родился 27 марта 1921 года в городе Москве в семье рабочего. Русский. В 1928 году родители Алексея были направлены на работу на Юсуповскую суконную фабрику (с 1929 года — фабрика имени В. Володарского, ныне текстильная фабрика «Возрождение») в село Казанское Бронницкого уезда Московской губернии (ныне посёлок Володарского Ленинского района Московской области). Здесь Алексей Духов окончил семилетнюю школу.
В 1935 году поступил в школу ФЗУ в Подольске, которую окончил с отличием. В 1938—1939 годах работал токарем на Подольском машиностроительном заводе № 17. В октябре 1939 года переехал в посёлок Сталино Раменского района Московской области (бывшее село Казанское), где до призыва в армию работал токарем на фабрике имени В. Володарского.
В ряды Рабоче-крестьянской Красной Армии А. М. Духов был призван Раменским райвоенкоматом Московской области в 1940 году и направлен в 1-е Харьковское танковое училище, которое с началом войны было эвакуировано в город Чирчик Узбекской ССР. После окончания училища в 1942 году младший лейтенант А. М. Духов был направлен в Нижний Тагил. Здесь на базе «Уральского вагоностроительного завода» он прошёл подготовку на танке «Т-34», после чего в марте 1943 года был направлен в 1-ю гвардейскую танковую бригаду 3-го механизированного корпуса 1-й танковой армии, находившейся в резерве Ставки Верховного Главнокомандования.
В боях с немецко-фашистскими захватчиками гвардии лейтенант А. М. Духов с 6 июля 1943 года. Боевое крещение получил на Воронежском фронте под Белгородом в ходе Курской стратегической оборонительной операции. Под деревней Яковлево танковая рота 2-го танкового батальона, в которой Алексей Михайлович служил командиром танка «Т-34», вступила в бой с десятикратно превосходящим противником. В ходе боя экипаж танка Духова уничтожил 2 немецких средних танка и до 100 солдат и офицеров вермахта. 7 июля 1943 года в бою у деревни Дуброва Алексей Михайлович был тяжело ранен и контужен, однако продолжал вести бой, пока не потерял сознание. Танкиста эвакуировали в госпиталь, но меньше чем за месяц он поправился и в начале августа принимал участие в наступательной фазе Курской битвы — операции «Румянцев». 4 августа 1943 года, действуя в составе танковой разведгруппы, в бою в районе железнодорожного перегона Томаровка-Белгород экипаж танка А. М. Духова уничтожил средний танк противника. 12 и 13 августа 1943 года в районе станции Кияны у высоты 202,1 гвардии лейтенант А. М. Духов отразил атаку немцев, уничтожив 2 танка «Т-6». Танк Духова также был подбит, но экипаж продолжал вести огонь из горящей машины до последней возможности, успев уничтожить 1 немецкий транспортёр и до взвода вражеской пехоты.
10 сентября 1943 года 1-я танковая армия была выведена в резерв ставки Верховного Главнокомандования. 23 октября 3-й механизированный корпус был преобразован в 8-й гвардейский механизированный корпус, а 10 ноября 1943 года 1-я танковая армия вошла в состав 1-го Украинского фронта. В его составе командир танкового взвода гвардии лейтенант А. М. Духов участвовал в освобождении Правобережной Украины (Житомирско-Бердичевская и Проскуровско-Черновицкая наступательная операции).
При освобождении Станиславской (ныне Ивано-Франковской) области танковый взвод А. М. Духова 22 марта 1944 года стремительным манёвром отрезал путь отступающей колонне немцев из 100 машин и, уничтожив около 15 из них, 1 пушку и 15 немецких солдат, остальные захватил исправными в качестве трофеев. 23 марта 1944 года, преследуя отступающие немецкие части, танковый взвод гвардии лейтенанта Духова в числе первых форсировал реку Серет, ворвался в город Чортков и в четырёхчасовом уличном бою уничтожил 4 танка противника, 5 пушек, 3 бронетранспортёра и до 70 солдат и офицеров вермахта. В городе взвод захватил 2 склада с горючим и продовольствием.
28 марта 1944 года в бою за город Коломыя, действуя в авангарде роты, А. М. Духов первым ворвался в город и захватил переправу в городской черте, отрезав противнику пути отступления. В уличных боях уничтожил 2 танка, 3 пушки и до 30 солдат и офицеров противника, не дав эвакуировать из города военное имущество. Благодаря действиям Алексея Михайловича в городе было захвачено 13 исправных танков «Т-6», 12 эшелонов с грузами, 45 паровозов, до 450 автомашин и 10 складов. В боях за освобождение города Станислав (ныне Ивано-Франковск) 30 и 31 марта 1944 года первым ворвался в город и в уличных боях уничтожил 3 танка, 4 пушки, 40 автомашин и до 50 солдат и офицеров противника. Танк гвардии лейтенанта А. М. Духова был подбит, но экипаж продолжал сражаться в горящем танке до последней возможности. За бои с 28 по 31 марта 1944 года командир батальона гвардии капитан В. А. Бочковский представил А. М. Духова к званию Героя Советского Союза, однако решением военного совета 1-й гвардейской танковой армии был награждён орденом Красного Знамени (16 июня 1944).
В апреле 1944 года 1-я танковая армия стала гвардейской, а к лету 1944 года Алексей Михайлович был произведён в старшие лейтенанты и назначен командиром танковой роты.
Рота гвардии старшего лейтенанта А. М. Духова отличилась уже в ходе Львовско-Сандомирской операции. 24 июля 1944 года танковая рота Духова перерезала железную дорогу Ярослав-Пшевурск в районе станции Ижик, уничтожив при её захвате 2 немецких танка. Противник, стремясь очистить железную дорогу, направил из Ярослава группу из 15 танков. Организовав засаду из пяти «Т-34» старший лейтенант А. М. Духов встретил немцев плотным огнём. 4 вражеских танка были подбиты, остальные вынуждены были отступить. 25 июля противник предпринял ещё несколько контратак, но все они были отбиты. При этом немцы потеряли ещё 3 танка. В этих боях Алексей Михайлович лично уничтожил 2 немецких тяжёлых танка и до 30 солдат и офицеров противника.
В сентябре 1944 года 1-я гвардейская танковая армия была выведена в резерв, а в ноябре того же года передана 1-му Белорусскому фронту. В его составе Алексей Михайлович принимал участие в Висло-Одерской операции. 16 января 1945 года рота гвардии старшего лейтенанта А. М. Духова вышла к реке Пилица и, форсировав её по льду, захватила город Нове-Място, обеспечив переправу остальных частей армии. Затем, в течение трёх дней преследуя отступающего противника, рота Духова прошла с боями более 200 километров, освободив более ста населённых пунктов, в том числе Едлинск, Стрыкув, Александрув, Поддембице, и вышла северо-западнее города Лодзь. За это время ротой были уничтожены 7 танков, 22 орудия различного калибра, более 200 автомашин, свыше 500 солдат и офицеров противника.
27 февраля 1945 года указом Президиума Верховного Совета СССР гвардии старшему лейтенанту Алексею Михайловичу Духову было присвоено звание Героя Советского Союза. Вскоре командиру танковой роты 2-го танкового батальона 1-й гвардейской танковой бригады было присвоено очередное воинское звание капитан.
В ходе Восточно-Померанской операции 1-я гвардейская танковая армия была передана 2-му Белорусскому фронту, перед которым была поставлена задача по разгрому немецкой группы армий «Висла». 20 марта 1945 года роте гвардии капитана А. М. Духова предстояло захватить сильно укреплённую господствующую высоту 165,0 западнее города Гдыня, с которой велась корректировка огня морской артиллерии, расположенной в гдыньском порту. Проделав в лесистой местности проходы, рота атаковала высоту и, отразив две встречные контратаки, прорвалась на вершину. Немцы, бросая вооружение, отступили, потеряв 3 танка, самоходную артиллерийскую установку «Фердинанд» и до 300 солдат убитыми. В ходе боя на танке командира роты вышла из строя рация, и он покинул машину. Пулей снайпера Алексей Михайлович был тяжело ранен. Из госпиталя на фронт он уже не вернулся.
После восьми месяцев лечения Алексей Михайлович по инвалидности был уволен в запас. Вернулся в посёлок Сталино, работал в отделе снабжения на местной ткацкой фабрике. По окончании в 1959 году Егорьевского текстильного техникума, трудился заместителем директора ткацкой фабрики в Москве. Жил в посёлке Сталино (с 1964 года — посёлок Володарского). 29 декабря 1984 года Алексей Михайлович скончался. Похоронен на кладбище посёлка Володарского.

## Награды
- Медаль «Золотая Звезда» (27.02.1945);
- орден Ленина (27.02.1945);
- орден Красного Знамени — дважды (16.06.1944, 23.05.1945);
- орден Александра Невского (08.05.1944);
- орден Отечественной войны 1 степени — дважды (26.01.1945, 12.03.1945);
- орден Отечественной войны 2 степени — дважды (12.08.1943, 24.09.1943);
- медали.

## Память
- Имя Героя Советского Союза А. М. Духова увековечено на мемориале «Вечный огонь» на площади Победы в городе Раменское Московской области.
- В посёлке Володарского на доме, где проживал А. М. Духов, установлена мемориальная доска.

## Документы
- Общедоступный электронный банк документов «Подвиг Народа в Великой Отечественной войне 1941—1945 гг.» Архивировано 13 марта 2012 года.

Представление к званию Героя Советского Союза. Архивировано 28 июня 2012 года.
Указ ПВС СССР о присвоении звания Героя Советского Союза. Архивировано 6 апреля 2013 года.
Комплект наградных документов на орден Красного Знамени (приказ от 16.06.1944). Архивировано 6 апреля 2013 года.
Комплект наградных документов на орден Красного Знамени (приказ от 23.05.1945). Архивировано 6 апреля 2013 года.
Комплект наградных документов на орден Александра Невского. Архивировано 6 апреля 2013 года.
Комплект наградных документов на орден Отечественной войны 1 степени (приказ от 26.01.1945). Архивировано 6 апреля 2013 года.
Комплект наградных документов на орден Отечественной войны 2 степени (приказ от 12.08.1943). Архивировано 6 апреля 2013 года.
Комплект наградных документов на орден Отечественной войны 2 степени (приказ от 24.09.1943). Архивировано 6 апреля 2013 года.